# Моп (для швабри)

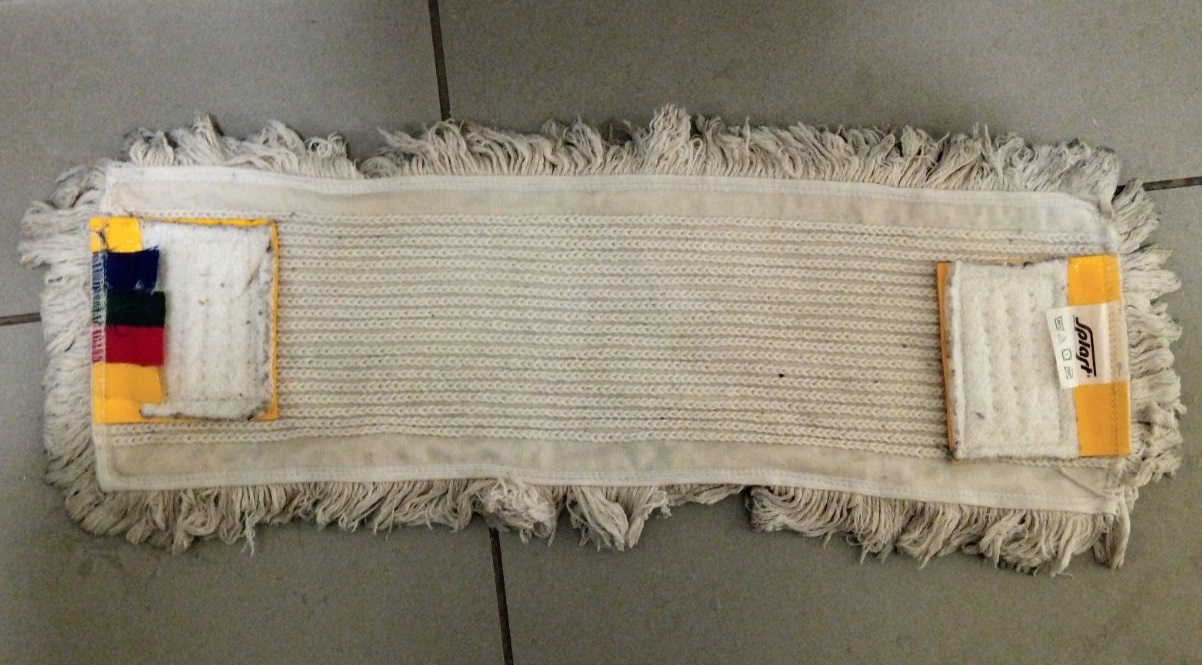
Змінна насадка на швабру (моп) із кріпленнями у вигляді липучок

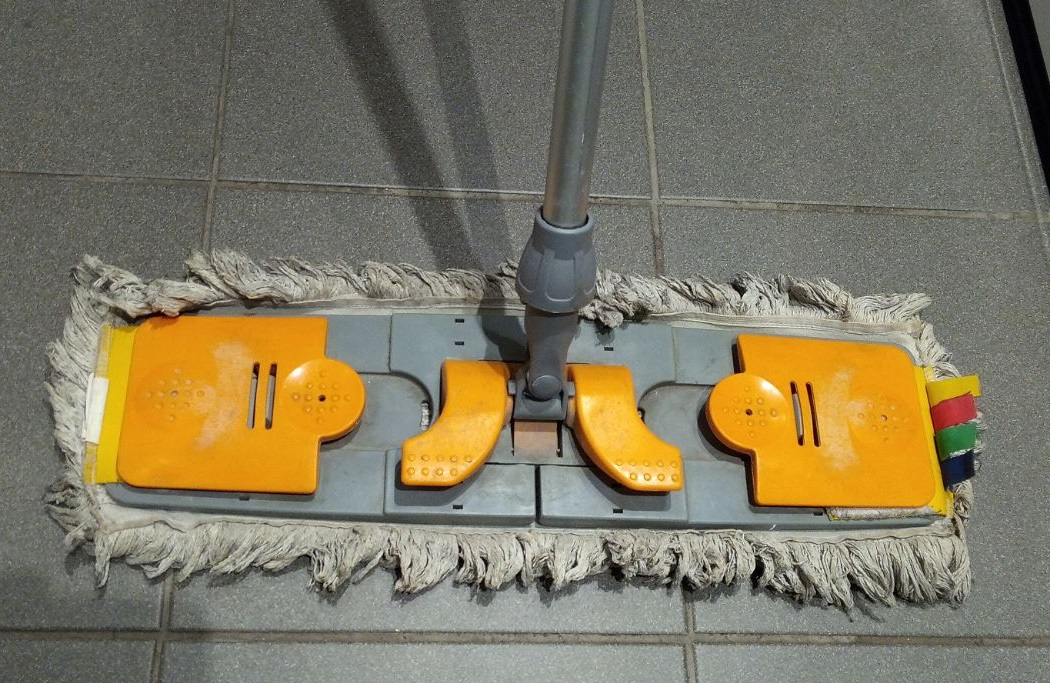
Моп, закріплений на флаундері

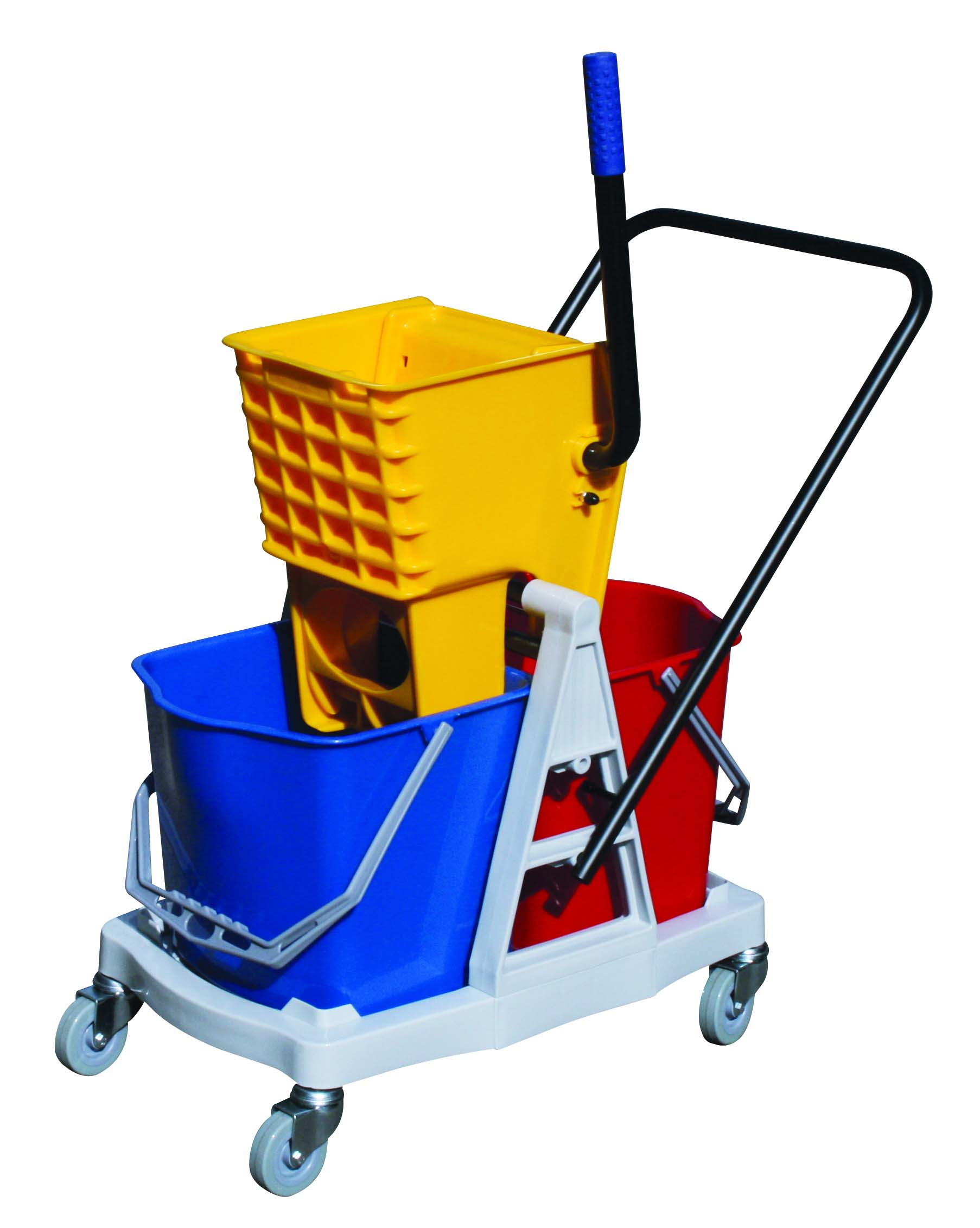
Для віджимання мопів використовуються спеціальні возики, на яких також перевозять відро з водою

Моп (від англ. mop — швабра) — змінна насадка для швабри чи щітки, що відповідає за розміром і типом кріплення на конкретний виріб. Служить для прибирання приміщень та догляду за підлогами з твердим покриттям. Є аналогом підлогової ганчірки із уніфікованими кріпленнями та засобами для відтиску. Використовується з ручкою та кріпленням (безпосередньо сучасною шваброю). Можуть використовуватися як для сухого, так і для вологого прибирання, нанесення захисних чи дезінфікуючих покриттів або їх видалення.

## Застосування
Відрізняють мопи пласкі і мотузкові.
Плоскі кріпляться на універсальні плоскі зажими, що мають назву флаундер. Зажим конструктивно продуманий так, щоб виконавцю можна було здійснювати полоскання і віджимання води без зняття мопа щоразу із флаундера. При цьому фіксатор флаундера можна фіксувати і розфіксовувати ногою, що не потребує нагинання чи взяття мокрого мопа в руки.

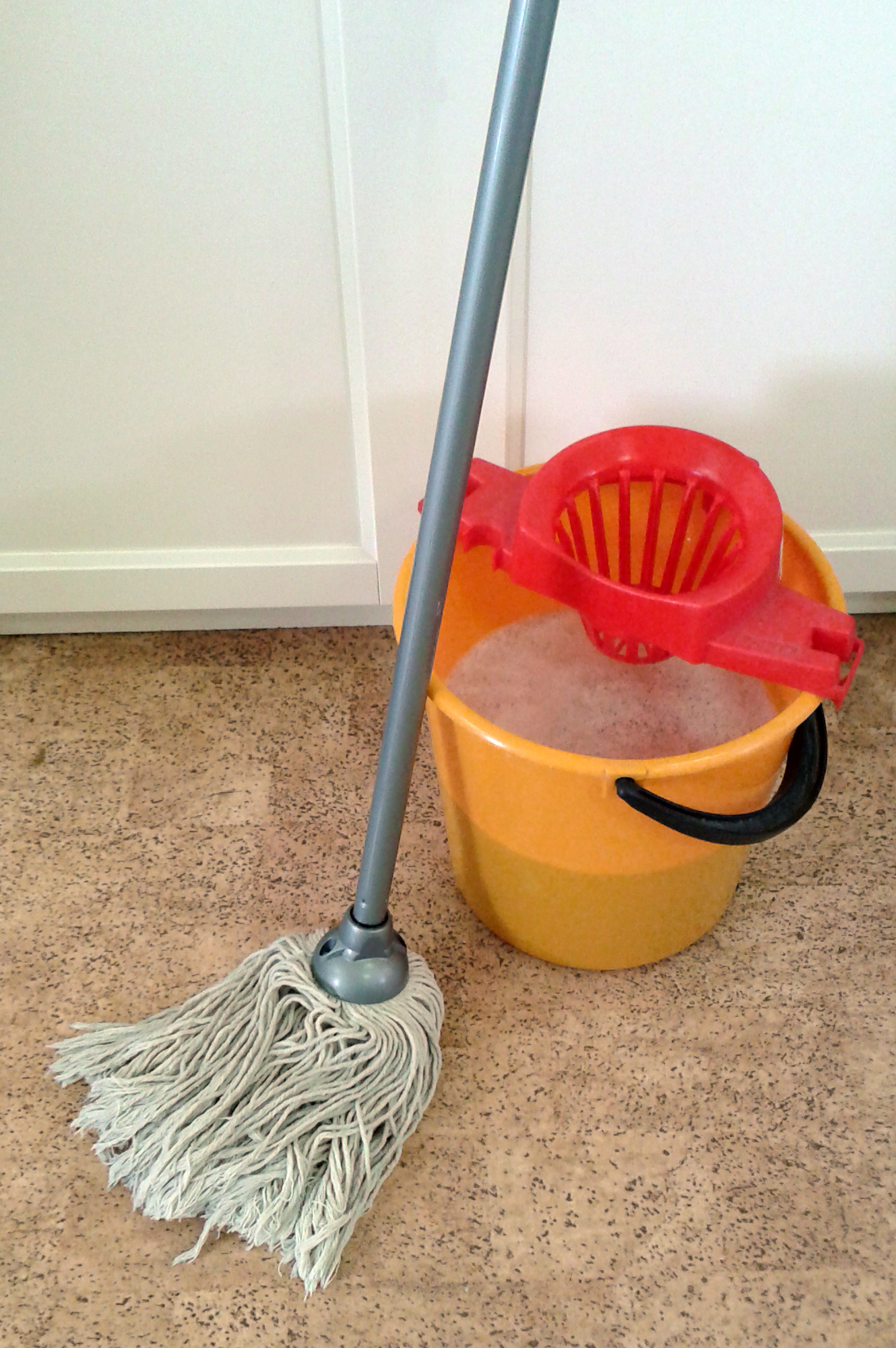
Мотузковий моп; варіант з відром для віджимання

Мотузкові (чи вертикальні) — нагадують корабельні швабри класичного типу. Це з'єднані по одній лінії в універсальні кріплення мотузки, стрічки із сучасних матеріалів, що добре вбирають вологу, гарно відтискуються від залишків вологи і зберігають свою міцність упродовж багатьох циклів відтисків і прання.
В залежності від виробника, плоскі мопи можуть бути із кріпленнями у вигляді
- кишеньок з тканини, штучної шкіри чи плівки
- пластикових шаблонів по відповідникам на флаундері
- на кнопках
- на липучках

## Переваги
На відміну від класичної швабри, що являє собою дерев'яну Т-подібну конструкцію, при використанні мопа, в руки його потрібно брати лише при надіванні на флаундер і при зніманні для ручного прання після завершення прибирання. Відтискування вологи, полоскання в процесі прибирання, виконавець здійснює без знімання мопа з флаундера, використовуючи спеціальні пристосування (відра, возики) для віджимання.
Кріплення конструктивно виконані так, що дозволяють надійно утримувати моп на флаундері (ганчірку часто доводиться поправляти руками), а матеріали, з яких виготовляється моп, дозволяють витримувати багато циклів прання (залежно від використаних засобів для прання виробники гарантують цілісність своїх виробів до 1000 циклів прання).
Шарнірне кріплення флаундера до ручки в процесі прибирання дозволяє максимально щільно і по всій поверхні притискати моп до поверхні і, як наслідок, ретельно видаляти пил і бруд.

Не набули великого поширення, хоча існують флаундери і мопи для них трикутної форми, що дозволяє прибирати в кутках приміщень, куди затруднено доступ прямокутних інструментів.